# Klaas Berga
Klaas Berga (10 gennaio 1920 – 19 giugno 1994) è stato un poliziotto olandese, deportato nei campi di concentramento per aver rifiutato, assieme ai suoi colleghi, di arrestare sette ebrei anziani.

## Biografia
Il 9 marzo 1943 Klaas Berga e i colleghi Dirk Boonstra, Jan Deddens, Tönnis Bulthuis, Theodorus Buunk, Tjerk van der Hauw, Geert Holvast, Roelf Mulder, Willem Vlijm e Jan Elzinga vennero incaricati di arrestare sette ebrei anziani e deportarli nel campo di concentramento di Westerbork, ma rifiutarono di eseguire tale ordine. Due giorni dopo vennero dapprima convocati dal comandante distrettuale e successivamente rimproverati dal comandante regionale di Groninga. Entrambi cercarono di convincerli ad eseguire l'ordine ma i poliziotti rifiutarono nuovamente . Tutti e 11 vennero deportati nel Campo di concentramento di Herzogenbusch. Klaas, dopo aver trascorso un anno nel campo, fu poi trasferito in Germania e condannato ai lavori forzati. Dopo la fine della guerra fu rimpatriato. Il 14 novembre del 1988 Klaas ha ricevuto la nomina a Giusto tra le nazioni. Morì nel 1994. 